# Мазуркин, Пётр Яковлевич
Мазуркин, Пётр Яковлевич (4 января 1949, д. Большие Токшики Моргаушского р-на Чувашской Республики) — известный народный мастер, резчик по дереву.

## Страницы жизни и творчества
Родился в крестьянской семье, рано начал трудовую жизнь. Окончил Тойгильдинскую 7-летнюю школу (1963), учился и работал на целине. Вернувшись на родину, преподавал музыку в Каршлыхском санатории Моргаушского района, затем работал художником на предприятиях г. Чебоксары. Одновременно занимался на музыкальном и ИЗО факультетах Всесоюзного заочного народного университета искусств им. Н. К. Крупской.
С конца 1970-х годов занимается художественной резьбой по дереву, плетением из лозы, лыка, соломки, вышивкой, сбором и обработкой музыкального фольклора.
Значение творчества П. Я. Мазуркина — в возрождении и развитии традиций чувашской художественной резьбы по дереву. Он изготавливает декоративную скульптуру, панно, музыкальные инструменты, предметы утвари и костюма.
Участник и неоднократный лауреат всероссийских, всесоюзных, республиканских и районных художественных выставок, конкурсов и фестивалей.
Основные произведения создает в виде традиционных предметов (посуды, утвари, мебели, музыкальных инструментов), художественных панно, скульптур. Многие из ниххранятся в фондах Чувашского государственного художественного музея (г. Чебоксары), Чувашского национального музея (г. Чебоксары), Российского музея этнографии (г. Санкт-Петербург), Музея народного творчества (г. Суздаль), Краеведческого музея с. Баня (Пловдивский окр., Болгария), Городского краеведческого музея (Эгер, Венгрия), Районного краеведческого музея (с. Моргауши, Чувашская Республика).
Выступает в республиканской прессе на темы народного искусства и культуры.
Семейная усадьба П. Я. Мазуркина в д. Новое Шокино Моргаушского р-на, с богатой резьбой в народных традициях, являлась своеобразным архитектурно-художественным комплексом, состоящим из обширного жилого дома, флигеля-мастерской, надворных хозяйственных построек, орнаментированных ворот и бани. По невыясненным причинам 15 июня 2010 г. сгорела основная деревянная часть дома, при этом были повреждены многие хранящиеся там произведения мастера.
С 2010 г. мастер живёт в д. Калайкасы Моргаушского р-на Чувашской Республики, работает в общеобразовательной школе и продолжает заниматься творчеством. Продолжает участвовать на выставках, занимается созданием местного Центра народного творчества.
Заслуженный работник культуры Чувашской Республики (1988).

## Работы
Ковши, стул-трон, оконные наличники, рамы для живописных полотен, вазы «В деревне», «Силач», «Ладья», фигуры малой скульптуры, кувшины «Банный день», барельефная композиция «В бане» и др.

## Выставки
- Персональная к 50-летию со дня рождения. ЧГХМ, Чебоксары. 1999.

- Персональная к 60-летию со дня рождения. ЦСИ ЧГХМ, Чебоксары. 2009.

## Фильмы, ТВ-передачи
- «Зри в корень» (Россия, Чувашия; 2015; 26 мин.; язык — русский. Сценарист и реж. — М. Карягина. ГТРК «Чувашия», 2016.